# Jack's Point
Jack's Point est une localité située dans la région de Central Otago dans l'Île du Sud de la Nouvelle-Zélande.

## Situation
Elle est localisée à 6 km au sud de la ville de Queenstown, au pied de la chaîne des Remarkables et tout près de l’angle du lac Wakatipu. 
Elle est connue pour son parcours de golf.

## Évolution
Le village est un nouveau développement, prévu pour éventuellement quelque 1 300 maisons. 

## Toponymie
Il a pris son nom du Maori Jack" Tewa," une personnalité locale du XIXe siècle .